# Penianthus zenkeri
Penianthus zenkeri är en tvåhjärtbladig växtart som först beskrevs av Adolf Engler, och fick sitt nu gällande namn av Friedrich Ludwig Diels. Penianthus zenkeri ingår i släktet Penianthus och familjen Menispermaceae. Inga underarter finns listade i Catalogue of Life.